# Cerbillona
El Cerbillona o pic de Cerbillona és una muntanya de 3.246 m d'altitud, amb una prominència de 50 m, que es troba al massís del Vinyamala, entre la província d'Osca (Aragó) i el departament dels Alts Pirineus (França).